# Наследственный микросфероцитоз

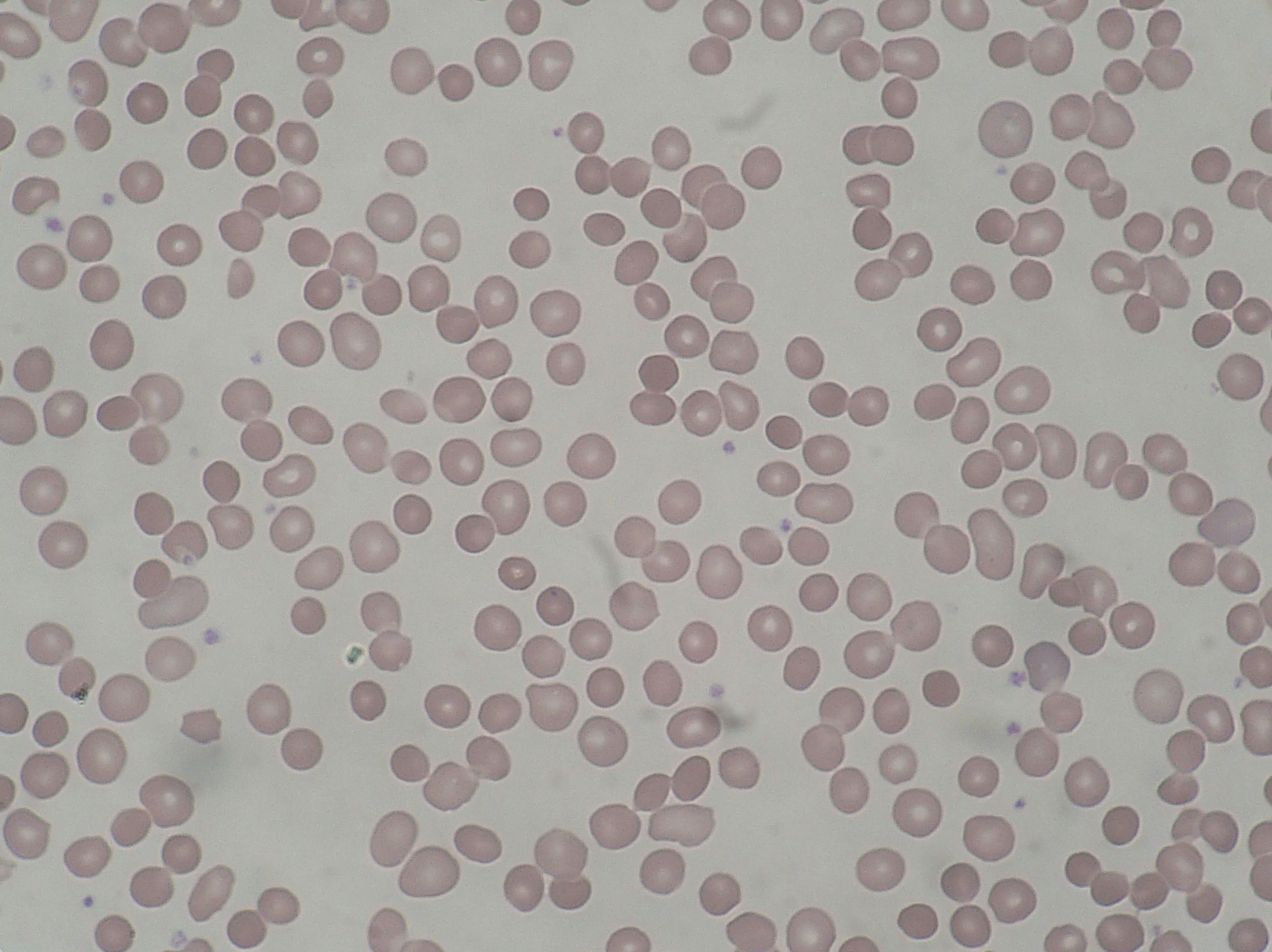
Мазок периферической крови пациента с наследственным микросфероцитозом

Наследственный микросфероцитоз или болезнь Минковского-Шоффара — генетическое заболевание с аутосомно-доминантным типом наследования. Заболевание характеризуется нарушением структуры мембраны эритроцитов, в результате чего происходит изменение формы эритроцитов и их гемолиз в селезёнке. Вследствие гемолиза возникают анемия, желтуха и повышается вероятность образования билирубиновых конкрементов в жёлчном пузыре и протоках.

## История и эпидемиология
Наследственный микросфероцитоз впервые был описан Оскаром Минковским в 1900 году, в дальнейшем более подробно — Анатолем Шоффаром (1907). 
Наиболее часто заболевание встречается у жителей Северной Европы, распространенность — 1:5000 населения.

## Патогенез
В основе заболевания лежит генетический дефект белка мембраны эритроцитов, из-за которого повышается проницаемость мембраны для ионов натрия, в результате чего эритроциты набухают, нарушается их способность деформироваться, часть их поверхности отщепляется в селезёнке,  продолжительность жизни уменьшается и в конечном итоге они разрушаются макрофагами селезёнки. Эта патология проявляется микросфероцитозом – морфологической аномалией. Продолжительность жизни микросфероцитов уменьшена по сравнению с нормальными эритроцитами(120-125 дней) и составляет 12-14 дней.

## Клиническая картина
Основным симптомом микросфероцитоза является гемолитический синдром, который проявляется анемией, желтухой и спленомегалией. Выраженность анемии различна, достаточно часто наблюдается умеренное снижение гемоглобина, а у некоторых пациентов анемия вовсе отсутствует. Наиболее тяжёлая анемия возникает во время гемолитического криза. Микросфероцитарная гемолитическая анемия имеет хроническое течение с периодическими кризами, кризы возникают под влиянием провоцирующих факторов, таких как, переохлаждение, переутомление, стрессы, беременность, инфекции и проявляется усилением симптомов гемолиза: повышается температура, увеличивается интенсивность желтухи, появляется гепато- и спленомегалия, селезёнка болезнена в результате напряжения капсулы.  
Помимо гемолитического синдрома у некоторых пациентов наблюдаются признаки замедленного развития, нарушения лицевого скелета в виде «башенного черепа», высокого стояния нёба, узких глазниц, седловидного носа и нарушенного расположения зубов.   
Микросфероцитоз нередко осложняется образованием камней в жёлчном пузыре и жёлчных протоках с развитием печёночных колик. В результате застоя желчи в печени у пациентов могут наблюдаться симптомы ангиохолецистита и паренхиматозного гепатита с появлением в биохимическом анализе крови непрямого билирубина.

## Диагностика
- при исследовании мазка крови обнаруживают сфероциты, характеризующиеся уменьшением среднего диаметра (меньше 7,2-7,0 мкм);
- необходимо проведение биохимического анализа крови (общий билирубин и его фракции, ЛДГ, АСТ, АЛТ, ЩФ, холестерин);
- тест с флюоресцентным красителем эозин-5-малеимид;
- осмотическая резистентность эритроцитов до и после инкубации[2].

## Лечение
Во время гемолитического криза целью лечения является ликвидация анемии, гипоксии и гипербилирубинемии. В случае тяжёлого гемолитического криза показано переливание крови, а именно, эритроцитарной массы. 
При постоянной или возникающей в виде кризов анемии, выраженной гипербилирубинемии, появлении боли в правом подреберье или отставании в развитии, методом выбора является спленэктомия. Оптимальный возраст спленэктомии — 4-5 лет.  
Прогноз при наследственном микросфероцитозе благоприятный.